# Lomtjärnen (Karlskoga socken, Värmland, 657250-143445)
Lomtjärnen är en sjö i Karlskoga kommun i Värmland och ingår i Göta älvs huvudavrinningsområde. Lomtjärn ligger i Råmossen-Lomtjärnsmossen Natura 2000-område. Sjön är 7,7 meter djup, har en yta på 0,0075 kvadratkilometer och befinner sig 160 meter över havet.